# 仙台徳洲会病院
仙台徳洲会病院（せんだいとくしゅうかいびょういん）は、宮城県仙台市泉区高玉町にある民間の医療機関。徳洲会グループが運営している。

## 概要
徳洲会グループの13番目の病院として1986年（昭和61年）2月1日に宮城県泉市七北田（現在の宮城県仙台市泉区七北田）に開業した。当時の所在地は仙台市泉区ではなく泉市だったが仙台徳洲会と命名されている。開院から約36年が経ち病院の老朽化が進んだ2022年、同区高玉町に新病院が完成し移転した。

## 施設

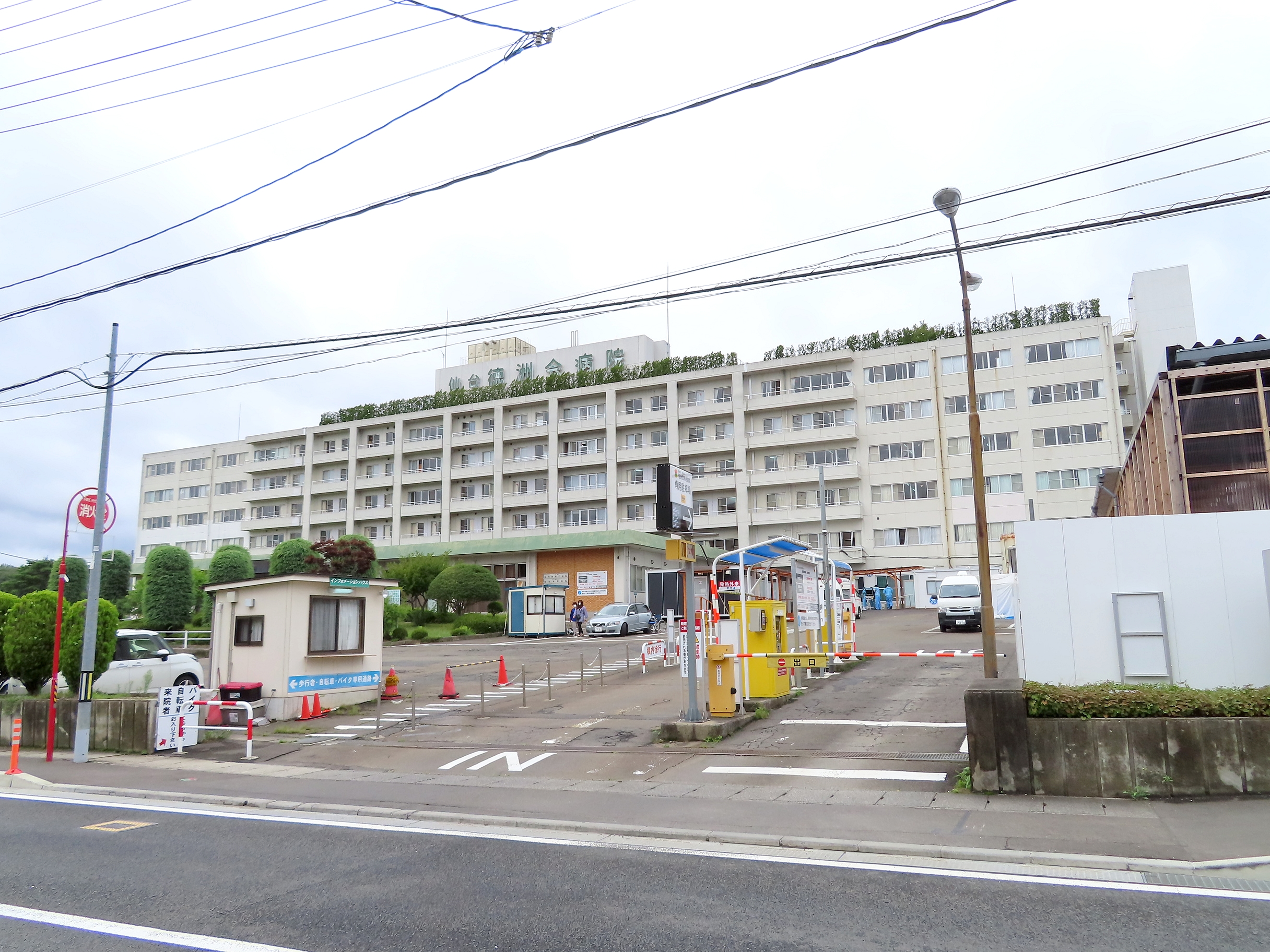
旧病院（2021年8月撮影）

旧病院は建築から約36年が経過し老朽化が進んでいたため建て替えを行った。設計・監理は伊藤喜三郎建築研究所が、施工は熊谷組が担当した。建設工事に際し、仮囲いの一画には通学児童・生徒に配慮した歩道「HARMONY ROAD」や水族館をイメージして制作された「STH水族館」が設置された。新病院には徳洲会グループで初となるスマートベッドシステムを導入し、ハイブリッド手術室やドクターヘリの離着陸を行うヘリポートを設けた。最新医療機器やテクノロジーを導入している点から徳洲会グループ篠崎伸明・医徳副理事長には「恐らくグループで最先端の病院」と評されている。病院内には介護老人保健施設のシルバーホームいずみや訪問看護ステーションひなたが入居している。また、木造平屋建て230m2の保育園が併設されている。

### 施設概要
- 構造：RC造一部S造9階建
- 総敷地面積：30,055m2
- 建築面積：7,545m2
- 延床面積：33,739m2

## 沿革
- 1986年（昭和61年)
  - 2月1日 - 病院が開院し院長に亀井文雄が就任。当時の許可病床数は250床。内科、心臓血管外科、小児科、整形外科、外科、循環器科、産婦人科、呼吸器科、脳神経外科が開設される。保険医療機関指定。
  - 3月 - 結核予防法指定医療機関指定。
  - 7月 - 泌尿器科、耳鼻咽喉科、理学療法科、消化器科が開設される。
- 1987年（昭和62年
  - 3月 - 身体障害者福祉法･更生医療指定。
  - 7月 - 医療法病床数を315床に増床。
  - 10月 - 基準看護特1類施設基準。
- 1988年（昭和63年）
  - 6月 - 神経内科、麻酔科、放射線科が開設される。
  - 7月 - 労災保険指定医療機関指定。
  - 11月 - 救急業務への貢献により当時の仙台市長である石井亨から感謝状が授与される。
- 1989年（昭和64年）1月 - 基準看護特2類施設基準、体外衝撃波腎尿管結石破砕術施設基準。
- 1990年（平成2年）5月 - 名誉院長に亀井文雄が就任し、院長に橋口良一が就任する。
- 1991年（平成3年）2月 - 開院5周年記念式典・祝賀挙式が行われる。
- 1992年（平成4年）1月 - 皮膚科が新設される。
- 1993年（平成5年）
  - 4月 - 優生保護法指定。
  - 11月 - 宮城県献血推進協議会より表彰される。
- 1994年（平成6年）
  - 2月 - 救急病院指定。
  - 10月 - 新看護2.5:1(A)加算、看護補助15:1施設基準。
- 1995年（平成7年）
  - 1月 - 阪神・淡路大震災にて神戸市へ災害医療援助隊を派遣。
  - 6月 - 老人デイケア(Ⅱ)の施設基準。
- 1996年（平成8年）
  - 2月 - 開院10周年記念並びに祝賀会が開催される。
  - 8月 - 阪神・淡路大震災への医療活動により当時の厚生大臣である菅直人から表彰される。
  - 11月 - 歯科口腔外科、健康管理室（人間ドック）が開設。
  - 12月 - 石出信正が院長に就任する。
- 1997年（平成9年）
  - 1月 - 関連施設である富谷訪問看護ステーションが開設。
  - 5月 - 病院併設型老人保健施設のシルバーホームいずみが開設。
- 1998年（平成10年）
  - 4月 - 経皮的冠動脈形成術施設基準、経皮的冠動脈ステント留置術施設基準、ペースメーカー移植術およびペースメーカー交換術施設基準。
  - 6月 - 日帰り手術センターが開設。
  - 9月 - 関連施設である上愛子クリニックが開院。
  - 11月 - 救急業務への貢献により当時の仙台市長である藤井黎から表彰される。
- 1999年（平成11年）5月 - 病院歯科1施設基準。
- 2000年（平成12年）2月 - 看護2.5:1(A)加算、看護補助10:1施設基準。
- 2001年（平成13年）
  - 3月 - 高気圧酸素治療室が開設される。
  - 8月 - 眼科が開設される。
- 2002年（平成14年）4月 - 佐藤清春が院長に就任する。
- 2003年（平成15年）
  - 4月 - 厚生労働省臨床研修指定病院認定。
  - 6月 - 徳洲会グループACLSコース講習会が開催される。
- 2004年（平成16年）
  - 5月 - 財団法人日本医療評価機構 病院機能審査一般病院認定。
  - 8月 - 佐藤耕造が院長に就任。仙台徳洲会病院主導により山形徳洲会病院の開設準備が行われる。
  - 10月 - 新潟県中越地震にて古志郡山古志村（現在の長岡市山古志）へ災害医療援助隊を派遣。
- 2005年（平成17年）
  - 1月 - インドネシア・スマトラ島沖地震にてアチェ州へ災害医療援助隊を派遣。
  - 6月 - 徳洲会グループ神経難病カンファレンスが開催。
  - 8月 - 健診センターが開設される。
  - 9月 - 佐藤耕造が総長に就任し、佐藤昇一が院長に就任する。
- 2006年（平成18年）
  - 1月 - 施設内にハートセンターが開設される。
  - 3月 - 開院20周年記念式典並びに祝賀会が開催される。
  - 4月 - 一般病棟入院基本料10対1施設基準（5棟306床）
- 2007年（平成19年）
  - 1月 - 開放型病院共同指導料施設基準。
  - 6月 - オーダリングシステムが導入される。
- 2008年（平成20年）
  - 1月 - 一般病棟入院基本料7対1施設基準（6棟315床）。
  - 4月 - 佐藤昇一が名誉院長・上愛子クリニック院長に就任し、 尾形公彦が院長に就任する。
  - 6月 - 岩手・宮城内陸地震が発生し、支援出勤が行われる。
  - 7月 - 一般病棟入院基本料10対1施設基準（5棟306床）。特定集中治療室が再開する。岩手県沿岸北部地震が発生し、支援出勤が行われる。
  - 8月 - 心臓血管外来にて開心術が再開される。NPO法人TMAT災害救護・国際協力ベーシックコースが開催される。
  - 10月 - 小児科外来が診察再開。
- 2009年（平成21年）
  - 4月 - 院長に福地満正が就任し、総長に関野美仁が就任する。
  - 7月 - 眼科診療を開始。
  - 9月 - 救急業務への貢献により宮城県から表彰される。
- 2010年（平成22年）
  - 1月 - ハイチ地震にて災害医療援助隊を派遣し、2回に渡り支援活動を行う。
  - 2月 - チリ地震にて災害医療援助隊を派遣する。
  - 5月 - 老年内科診療を開始する。
- 2012年（平成24年）4月24日 - 仙台徳洲会病院駐車場内殺人・死体遺棄事件が発生。2022年現在でも被疑者は検挙されず未解決となっている。
- 2013年（平成25年）
  - 2月 - ALS専門外来診療を開始。
  - 4月 - 電子カルテシステムを導入。ALS病棟を開設。
- 2015年（平成27年）
  - 4月 - 総長に門間文行が就任する。
  - 5月 - 院長に佐野憲が就任する。
- 2016年（平成28年）9月8日 - 台風13号により最大50cmの床上浸水の被害が発生[6]。
- 2017年（平成29年）11月 - ISO9001:2015取得。
- 2018年（平成30年）3月 - 一般病棟入院基本料7対1施設基準。
- 2019年（令和元年）
  - 7月 - 日本医療機能評価の認定。
  - 9月 - 新病院の準備工事に着手[4]。
- 2020年（令和2年）
  - 4月 - 新病院が本格着工[4]。
- 2022年（令和4年）
  - 3月20日 - 新病院の竣工式が行われ67人が参加、同日行われた内覧会には関係者や近隣住民ら407人が参加した[5]。
  - 4月1日 - 旧西友仙台泉店の東側の隣接地（仙台市泉区高玉町）に新築移転[7]。感染症病棟（40床）を新設、新型コロナウイルス感染症への対応を強化した[8]。
  - 4月2日 - 新病院の本格稼働を開始する[5]。
  - 9月 - 回復期リハビリテーション病棟（32床）を新たに設置する予定[3]。

## 診療科
- 内科
- 消化器内科
- 呼吸器内科
- 循環器内科
- 糖尿病・代謝内科
- 外科
- 心臓血管外科
- 整形外科
- 脳神経外科
- 産婦人科
- 皮膚科
- 泌尿器科
- 放射線科
- 眼科
- 小児科
- 耳鼻咽喉科
- 麻酔科
- リハビリテーション科
- 歯科口腔外科
- 救急総合診療科

## 関連施設
- シルバーホームいずみ
- 上愛子クリニック
- 富谷訪問看護ステーション

## アクセス
- 鉄道
  - 仙台市地下鉄南北線泉中央駅から徒歩20分[9]。
- バス
  - 泉中央駅バスプール5-2番松陵ニュータウン線に乗車→「高玉町」下車。徒歩約1分[9]。